# Johnny Webb
Johnny Webb (født 31. juli 1969) er en tidligere amerikansk fribryder og producer, der er bedst kendt som "White Trash" Johnny Webb fra henholdsvis XPW og Wrestling Society X. I XPW var han XPW World Heavyweight champion.

## Privat
Johnny Webb er gift med pornoskuespillerinden Veronica Caine.